# 모르데하이 슈피글레르
모르데하이 슈피글레르(히브리어: מרדכי שפיגלר, Mordechai Shpigler, 1944년 8월 19일~)는 이스라엘의 축구 선수이자 지도자로 선수 시절 포지션은 공격수이다. 저국 클럽인 마카비 네타냐에서 선수 경력 대부분을 보냈으며, 이스라엘 리그 2회 우승, 이스라엘컵 1회 우승을 달성했다. 이스라엘 축구 선수 최초로 해외 리그에 진출하여 파리 생제르맹와 뉴욕 코스모스에서 활동했으며, 1960~70년대 이스라엘 축구 국가대표팀의 핵심 선수로 활동하여 2021년 3월까지 이스라엘 대표팀 최다 득점자 기록을 보유했다.
은퇴 후 1990년대까지 이스라엘의 여러 축구 클럽을 지도했으며, 특히 1982–83 시즌에 마카비 네타냐의 감독으로서 리그 우승에 기여했다. 2004년에는 UEFA 주빌리 어워드 시상식에서 이스라엘 축구 협회에 의해 이스라엘 역사상 최우수 축구 선수로 선정되었다.

## 선수 시절

### 클럽
1963년부터 1982년까지 이스라엘, 프랑스, 미국의 프로팀에서 통산 446경기에 214골을 터뜨렸고 특히 마카비 네타냐 FC 소속 시절 이스라엘 리그 3번의 득점왕을 차지했고 더불어 팀의 리그 2회 우승(1970-71 시즌, 1977-78 시즌)을 안겼다.
또한 1977-78 이스라엘 스테이트컵과 1971년과 1978년 이스라엘 슈퍼컵의 우승도 이끌었으며 이러한 활약을 바탕으로 통산 4번의 이스라엘 올해의 선수상에도 선정됐고 후에는 이스라엘 축구 명예의 전당에도 이름을 올렸고 이뿐만 아니라 1977년 뉴욕 코스모스 소속으로 사커볼 우승을 맛보기도 했다.

### 국가대표팀
1963년부터 1977년까지 14년간 이스라엘 축구 국가대표팀의 주전 공격수로 활약하는 동안 비공식 경기를 포함한 83경기 33골을 기록하며 이스라엘 국가대표팀 선수 가운데 역대 최다 득점 기록을 수립했으며 A매치에서는 62경기 24골을 기록하여 2021년 3월 에란 자하비가 갱신하기 전까지 이스라엘 대표팀 최다 득점 기록을 보유하고 있었다.
특히 1964년 AFC 아시안컵에서 2골을 기록하며 이스라엘의 아시안컵 첫 우승을 안겼고 본인도 인도의 인데르 싱과 함께 이 대회 공동 득점왕에 올랐고 팀의 유일한 FIFA 월드컵 본선 출전인 1970년 대회에서 이스라엘의 유일한 득점을 기록했다.

## 지도자 시절
1977년 선수 생활을 마감하고 1979년부터 본격적인 지도자의 길로 걷기 시작한 슈피글레르는 베이타르 텔아비브 감독으로 1980-81 시즌 팀을 2부 리그 우승으로 이끌었고 이후 친정팀인 마카비 네타냐에서도 1982-83 시즌 리그 우승, 1983년 이스라엘 슈퍼컵 우승, 1983년과 1984년 2회 연속 UEFA 인터토토컵 우승, 리그컵 2회 연속 우승을 이끌어냈고 2013년에는 마카비 네타냐의 회장직을 지내기도 했다.